# دوري سلوفينيا لكرة القدم 2004–05
دوري سلوفينيا لكرة القدم 2004–05 (بالإيطالية: Prva slovenska nogometna liga 2004-2005)‏ هو الموسم 14 من  دوري سلوفينيا لكرة القدم. أقيم خلال الفترة 1 أغسطس 2004 وحتى 29 مايو 2005، والذي يشرف على تنظيمه اتحاد سلوفينيا لكرة القدم، وكان عدد الأندية المشاركة فيه  12، وفاز فيه نادي غوريتسا.